# Războinic în apropierea unui mormânt
Războinic în apropierea unui mormânt, numit și Arab în apropierea unui mormânt sau Arabul la mormânt, este o pictură orientalistă realizată în ulei pe pânză de pictorul francez Eugène Delacroix, datat în 1838 și păstrată la Muzeul de Artă din Hiroshima.

## Realizare
Inspirat de misiunea marocană la care Eugène Delacroix s-a alăturat în 1831 pentru a servi ca pictor oficial, acest tablou a fost refuzat de juriul Salonului de pictură și sculptură din 1838. Acum este păstrat la Muzeul de Artă din Hiroshima.

## Descriere
Potrivit lui Arlette Sérullaz, acest tablou reprezintă un războinic arab în alb arzător și un cal acoperit de roșu, uniți în aceeași meditație. E. Bareste observă calul care își ține capul în față, ca și cum ar mirosi mâna pe care stăpânul său i-o prezintă. Bărbatul prezentat ar fi Ben-Abu, unul dintre marocanii Gărzii Regale, care a servit drept căpitan al gărzii care a protejat misiunea guvernului francez.